# Monasterio de Tsurpu

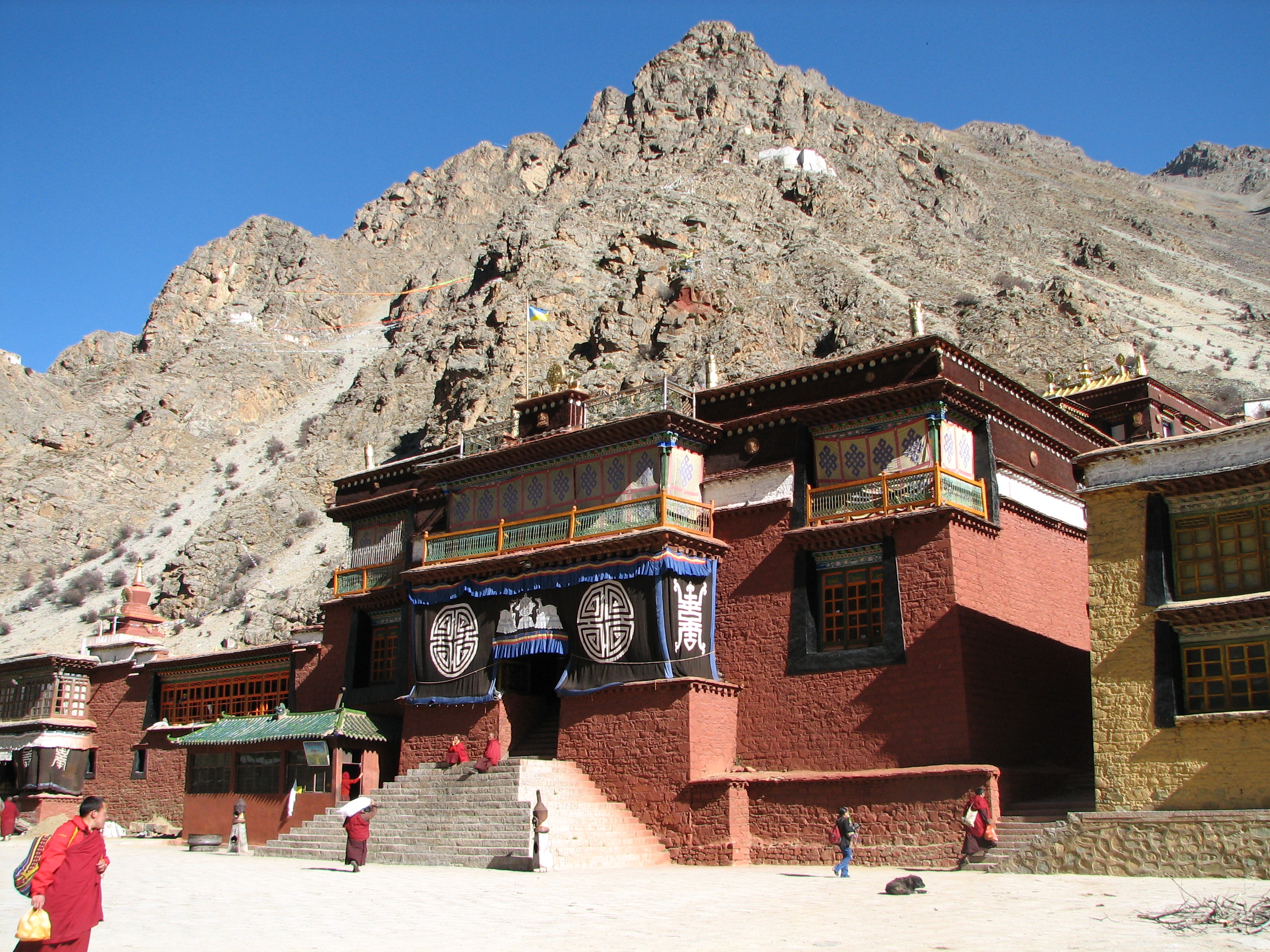
Tsurpu Monasterio en Tíbet

El Monasterio de Tsurpu es uno de los más representativos monasterios del budismo tibetano, sede tradicional del Karmapa, líder de la escuela Kagyu. El monasterio se encuentra ubicado en la población de Gurum (rgu rum / Gǔróng Xiàng 古荣乡), región de Doilungdêqên en la Región Autónoma del Tíbet en China. El complejo se encuentra ubicado aproximadamente a 70 km de Lhasa y aproximadamente a 4.267 metros de altitud sobre el nivel del mar. Fue construido en la mitad del valle, con su fachada principal mirando hacia el sur, rodeado en su totalidad por altas montañas.
El Monasterio de Tsurpu es una construcción de 300 m², las paredes originales eran de más de 4 metros de espezor. El Monasterio o "gompa", tradicional sede de los Karmapa lamas, está ubicado a una distancia de 28 km del valle Dowo Lung, en la parte norte del río Tolung. Las residencias de los monjes se ubicaban en el costado oriental de la construcción.

## Historia
El monasterio de Tsurpu fue fundado por el primer Karmapa, Düsum Khyenpa (1110-1193) en el año de 1159, quien visitó el sitio y propuso la construcción de un complejo que sirviera de sede definitiva de los karmapa, para lo cual obtuvo los auspicios de los gobernantes locales dharmapala y genius loci. En 1189 luego de construido se estableció en el mismo, dedicándolo como su sede definitiva. El monasterio creció hasta albergar 1000 monjes.
El monasterio fue destruido totalmente en 1966 durante la llamada Revolución Cultural China y comenzó a ser reconstruida en el año de 1980 por el 16.º Karmapa, Rangjung Rigpe Dorje. El 17.º Karmapa, ver Controversia del Karmapa (Interwiki), Ogyen Trinley Dorje (1985- ), reconocido por el Tai Situpa y por el gobierno de la República Popular China. Ogyen Trinley Dorje fue entronizado en el Monasterio de Tsurpu y residió allí hasta su fuga del Tíbet a India en el año 2000.
En el exilio tibetano, el asiento principal del karmapa se ha ubicado en el Monasterio de Rumtek, en Sikkim, India.

## Peregrinos

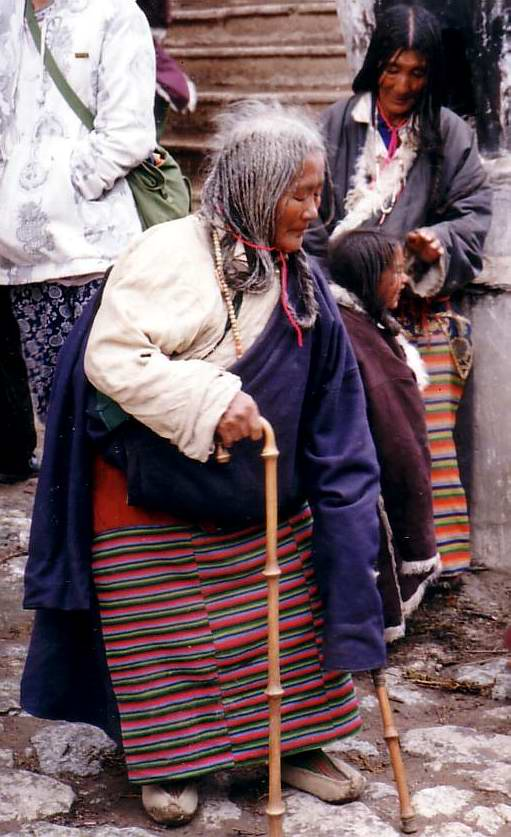
Elderly pilgrim, Tsurphu Gompa, 1993
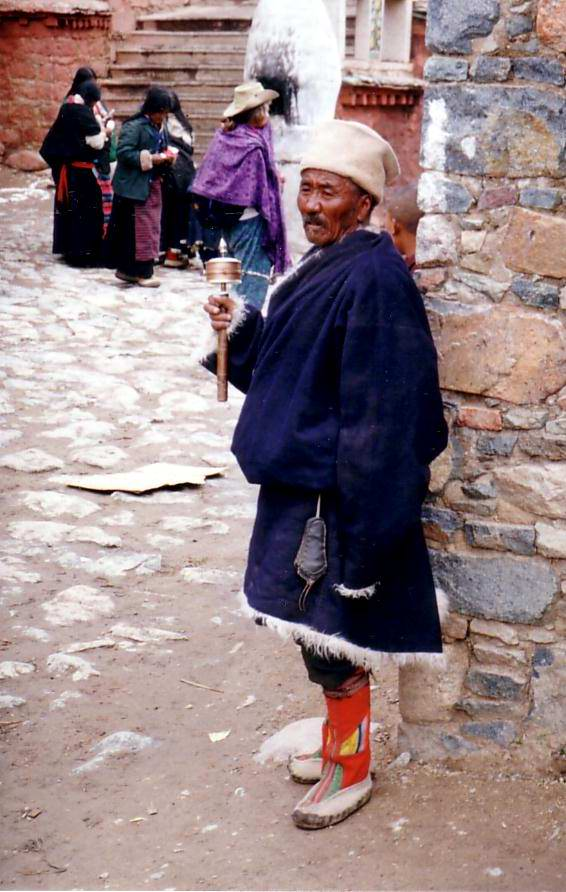
Pilgrims, Tsurphu Gompa, 1993
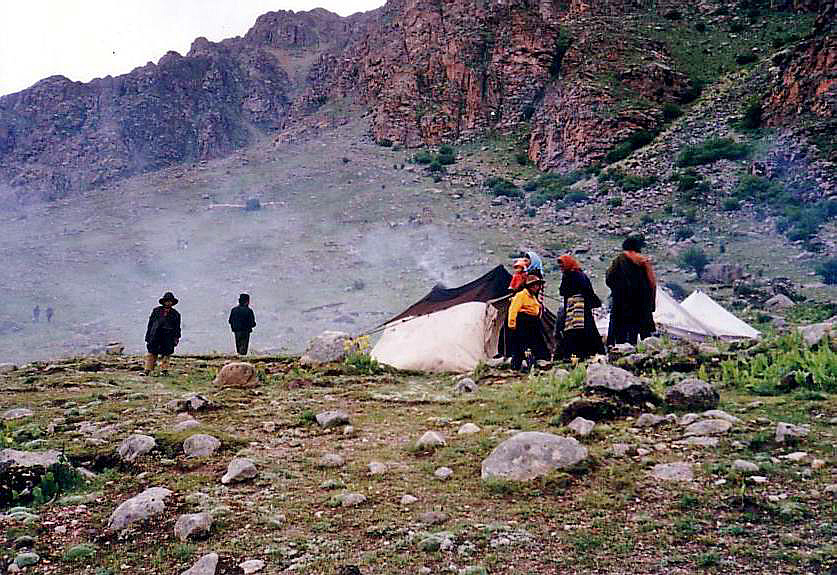
Nomad camp above Tsurphu Gompa, 1993

## Referencias

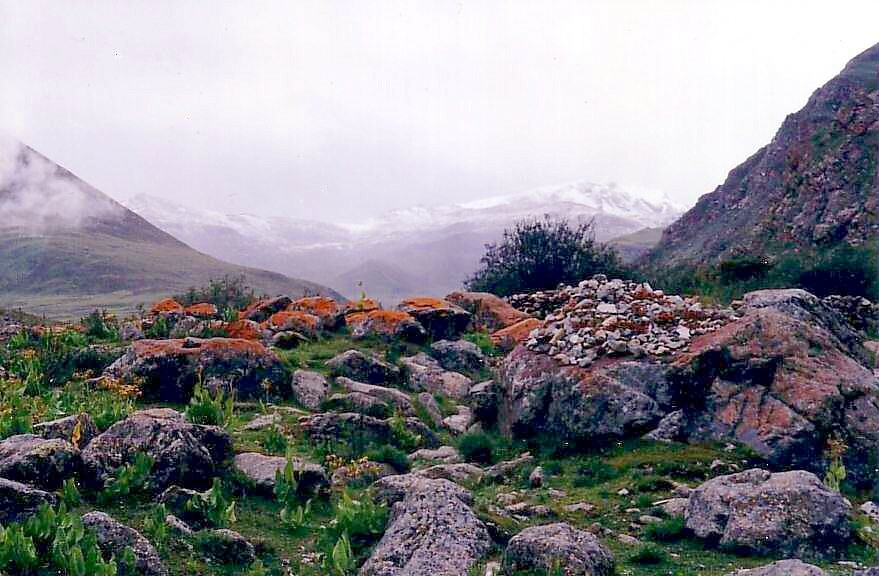
Dowo Lung Valley, above Tsurphu Gompa.